# بلانکا وای‌او-۵۰
بلانکا وای‌او-۵۰ (به انگلیسی: Bellanca_YO-50) یک هواگرد ملخ‌پیشین تک‌موتوره از نوع شناسایی نظامی ساخت شرکت Bellanca است. هواگرد بلانکا وای‌او-۵۰ نخستین پروازش را در ۱۹۴۰ میلادی انجام داد. در مجموع، تعداد ۳ فروند از این هواگرد ساخته شده‌است.